# Núvol de fong
Un núvol de fong o fong nuclear és un núvol amb forma de fong de fum, flames o runa que es forma a causa d'una gran explosió. S'associen normalment amb les explosions nuclears, però les erupcions volcàniques i la col·lisió de petits cossos celestes com ara meteors o cometes contra la Terra poden produir núvols de fong naturals.
Els núvols de fong es formen com a resultat de l'aparició d'una gran massa de gasos de baixa densitat prop del sòl, creant una inestabilitat de Rayleigh-Taylor. La massa de gasos s'eleva ràpidament, la qual cosa resulta en vòrtexs turbulents girant cap avall sobre els seus eixos i succionant una columna de fum i enderrocs al centre formant la seva "tija". La massa gasosa acaba aconseguint una alçada en què és més densa que l'aire circumdant i es dispersa. Els enderrocs, per tant són succionats del sòl, dispersats i elevats fins a grans altures, des d'on cauen.
Els majors núvols de fong mai fotografiats van ser conseqüència de l'impacte de fragments del cometa Shoemaker-Levy 9 sobre el planeta Júpiter, alguns dels quals es van elevar centenars de quilòmetres sobre les capes ennuvolades.

## Nom

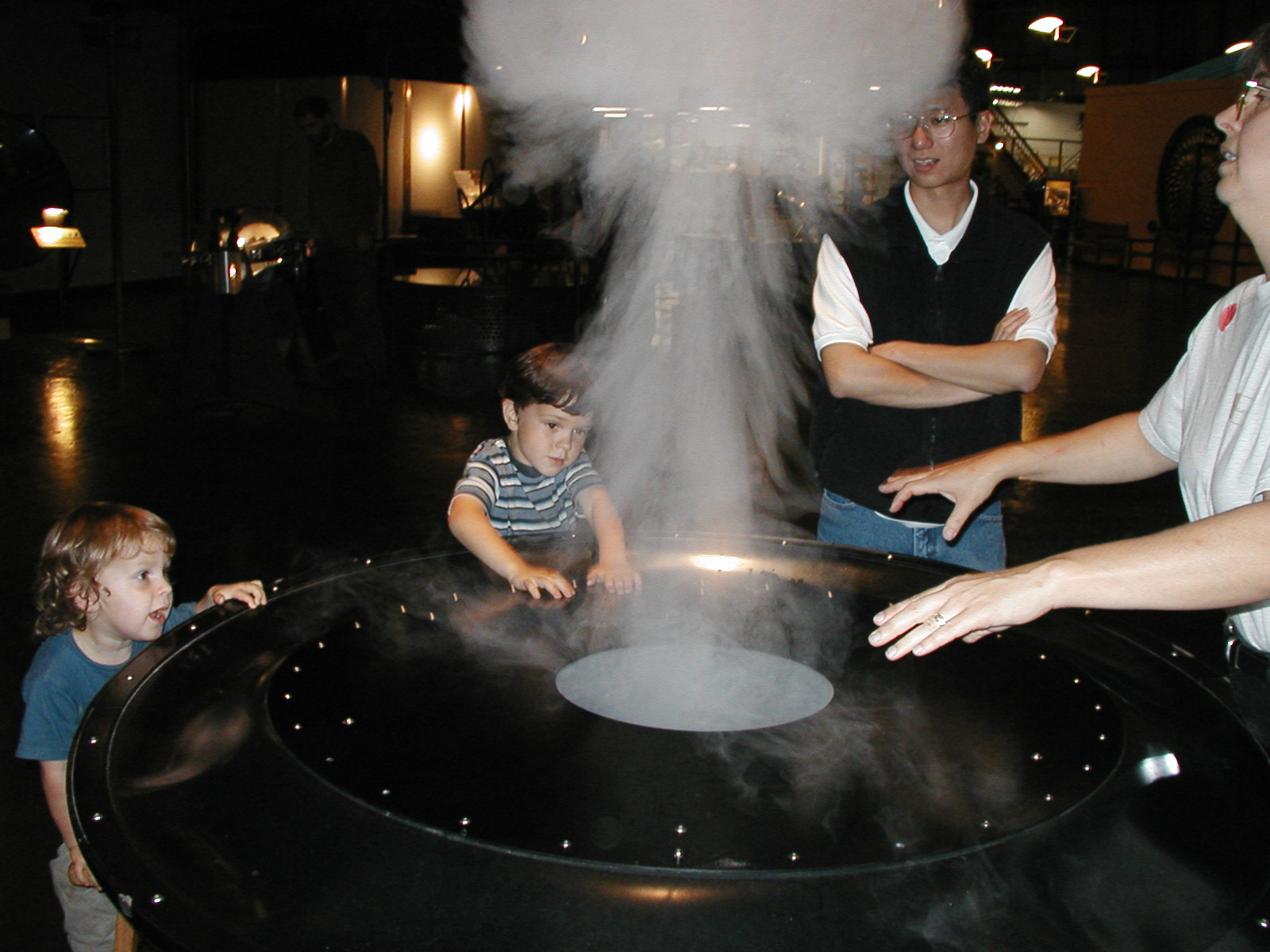
Una gran manxa crea un núvol de fong a l'Exploratorium de San Francisco, Califòrnia.

Encara que el terme núvol de fong sembla haver estat encunyat a principis de la dècada de 1950, els núvols de fong generats per explosions havien estat descrits abans de l'era atòmica. Per exemple, The Times va publicar un reportatge l'1 d'octubre del 1937 sobre un atac japonès a Xangai que va generar "un gran fong de fum". Durant la Segona Guerra Mundial es van fer relativament comunes les descripcions de núvols de fong.
Les descripcions originals de les proves nuclears de la Prova Trinity contenien moltes associacions diferents amb el núvol que es va formar després de l'explosió, incloent un "núvol emergent multicolor", una "columna gegant", una "columna amb forma de xemeneia", una " columna amb forma de cúpula", el "para-sol", el "gran embut", "guèiser" i fins i tot "un gerd". Enrico Fermi va descriure l'explosió com «un enorme pilar de fum amb un cap expandit com un fong gegantí».

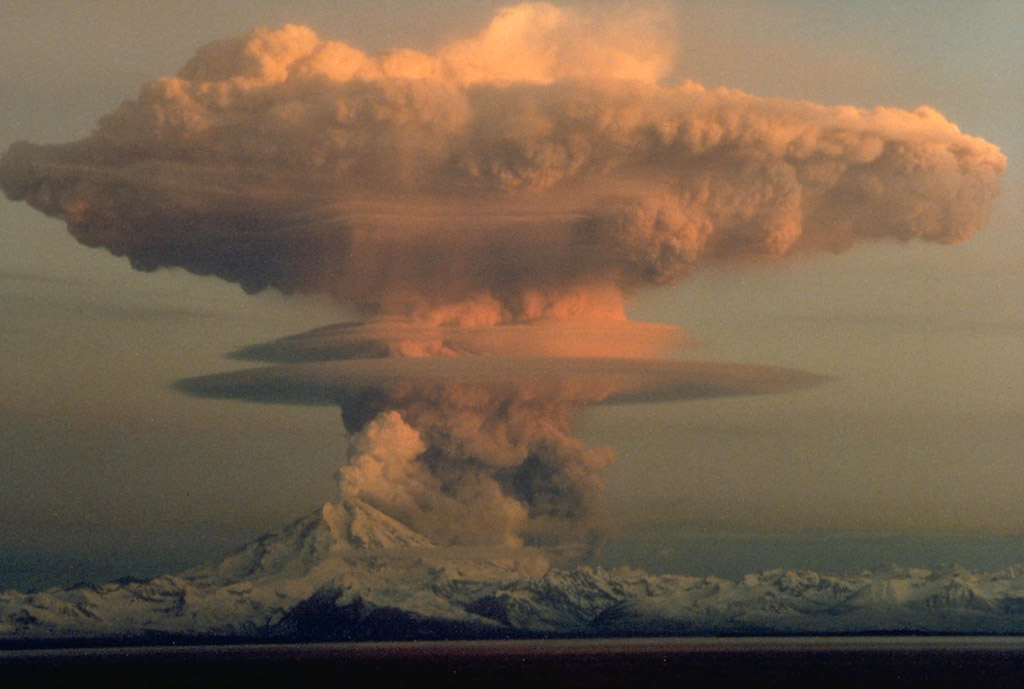
Núvol ascendint des de la Muntanya Redoubt en una erupció de 1989. El núvol de fong es va formar a partir d'allaus de fluxos piroclàstics que es precipitaven en cascada per la cara nord del volcà.

La bomba atòmica que va cobrir Nagasaki va ser descrita a The Times del 13 d'agost del 1945 com un "enorme fong de fum i pols". El 9 de setembre de 1945 el New York Times va publicar un testimoni ocular del bombardeig de Nagasaki, escrit per William L. Laurence, el corresponsal oficial del Projecte Manhattan, que acompanyava un dels tres avions que van realitzar el bombardeig. Va escriure que la bomba va produir un "pilar de foc porpra" del qual va sorgir "un fong gegant que va incrementar l'alçada del pilar fins a una altura de 45 000 peus (13 716 m)" (un fenomen similar es pot observar a la fotografia del núvol de la bomba de Nagasaki mostrada anteriorment).
El 1946, l'Operació Crossroads va realitzar proves nuclears en les quals es van descriure bombes de "col·liflor", però un periodista allà present també va parlar de "el fong, el símbol comú de l'era atòmica". Els fongs s'han associat tradicionalment amb la vida i la mort, el menjar i l'enverinament, convertint-los en un símbol més poderós que el núvol de coliflor.

## Física

Representació dun núvol de fong.

Interior d'un núvol de fong: l'aire fresc és succionat dins del toroide en flames, que es refreda i produeix la seva aparença familiar.

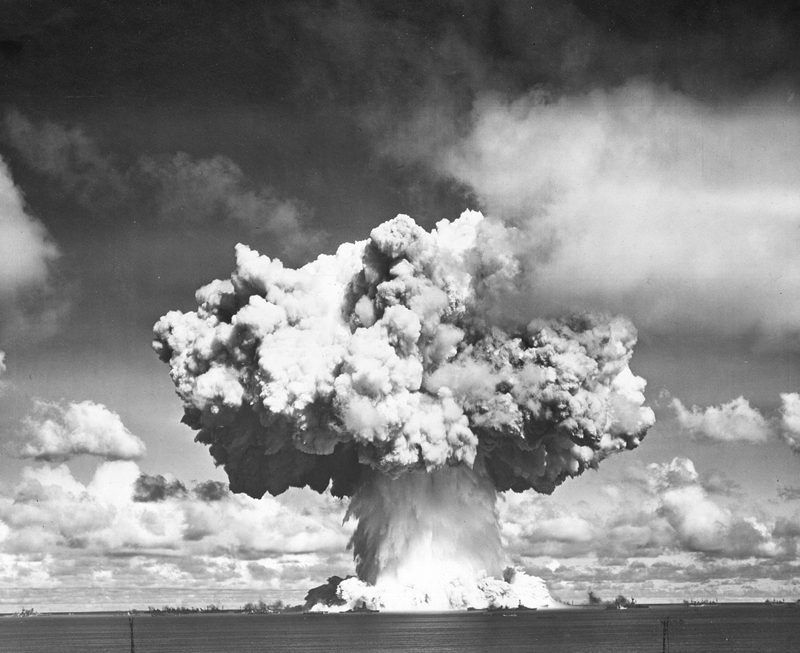
Núvol de fong de Baker.

Els núvols de fong es formen en molts tipus diferents d'explosions, encara que se'ls associï sobretot amb les detonacions nuclears. Els núvols de fong resultat de les armes nuclears es detonen normalment sobre el terra (no en l'impacte, ja que farien un enorme forat a terra) per buscar el màxim efecte. Després de la detonació, la bola de foc s'eleva a l'aire, regida pels mateixos principis que els globus aerostàtics.
Mentre s'eleva, l'aire va penetrant en direcció ascendent, produint uns corrents d'aire forts, mentre que dins del cap del núvol els gasos roten en un toroide. Quan la detonació és suficientment baixa els corrents d'aire succionen també pols i enderrocs del sòl, formant la tija del núvol de fong.
Les detonacions produïdes sobre el terra no creen núvols de fong. Els caps dels núvols consisteixen en partícules altament radioactives i altres productes de la fissió, i normalment són dispersats pel vent, encara que algunes condicions climàtiques (especialment la pluja) poden produir contaminació nuclear.
Les detonacions sota terra o sota l'aigua no produeixen núvols de fong, ja que l'explosió vaporitza enormes quantitats de terra i aigua.
Els núvols de fong sovint estan acompanyats de núvols de vapor efímeres, creats per l'ona expansiva, causant una caiguda sobtada a la temperatura de l'aire circumdant, fent que el vapor d'aigua de l'aire es condensi al voltant de l'explosió.